# 29. rujna
29. rujna (29. 9.) 272. je dan godine po gregorijanskom kalendaru (273. u prijestupnoj godini).
Do kraja godine imaju još 93 dana.

## Događaji
- 1066. – Iskrcavanjem normanskih trupa kod Pevenseya počela je borba za englesko prijestolje na koje je pravo polagao Vilim, vojvoda od Normandije. Vilim je osvojio vlast nekoliko tjedana poslije, kad je u Bitci kod Hastingsa pobijedio kralja Harolda II.
- 1399. – Henrik Bolingbroke, sin vojvode od Lancastera, uspio je zatvoriti engleskoga kralja Rikarda II. Time je okončana brutalna vladavina kuće Anjou-Plantegenet. Bolingbroke je nakon Richardove smrti u veljači 1400. došao na englesko prijestolje kao Henrik IV.
- 1829. – Otvoren je Scotland Yard kao glavno središte Policije.
- 1949. – Sovjetski Savez otkazao je sporazum prijateljstva s Jugoslavijom koji je bio sklopljen 11. travnja 1945.
- 1965. – Britanski premijer Harold Wilson pledirao je na laburističkom stranačkom danu u Blackpoolu za stvaranje zone bez atomskog oružja u Europi.
- 1972. – Japan i Kina dogovorili su normalizaciju odnosa i razmjenu veleposlanika.
- 1991. – Oslobađanje bjelovarske vojarne, kada je časnik JNA Milan Tepić eksplozijom uništio vojno skladište "Barutanu".

| - 106. pr. Kr. – Pompej Veliki, rimski vojskovođa i trijumvir († 48. pr. Kr.) - 1547. – Miguel de Cervantes Saavedra, španjolski pripovjedač († 1616.) - 1758. – Horatio Nelson, britanski pomorac i admiral († 1805.) - 1863. – Hugo Haase, njemački političar i kancelar († 1919.) - 1867. – Walther Rathenau, njemački političar i industrijalac († 1922.) - 1901. – Ivo Čupar, hrvatski stomatolog, redovni član HAZU († 1981.) - 1920. – Václav Neumann, češki dirigent i violinist. († 1995.) - 1932. – Robert Benton, američki glumac († 2025.) - 1935. – Jerry Lee Lewis, američki rock glazbenik i tekstopisac († 2022.) - 1936. – Silvio Berlusconi, talijanski poduzetnik, političar i državnik († 2023.) - 1943. – Lech Walesa, poljski političar - 1952. – Srđan Dizdarević, bosanskohercegovački novinar i diplomat († 2016.) - 1958. – Ferenc Fazekas, subotički biskup - 1959. – Jon Fosse, norveški književnik - 1976. – Ninel Conde, meksička glumica, pjevačica i model - 1988. – Kevin Durant, američki košarkaš - 1988. – Anja Alač, srbijanska glumica - 1989. – Jevhen Konopljanka, ukrajinski nogometaš | - 48. pr. Kr. – Pompej Veliki, rimski vojskovođa i trijumvir (* 106. pr. Kr.) - 1637. – Lorenzo Ruiz, filipinski svetac (* oko 1600.) - 1833. – Ferdinand VII., španjolski kralj (* 1784.) - 1902. – Émile Zola, francuski književnik (* 1840.) - 1909. – Vladimir Vidrić, hrvatski književnik (* 1875.) - 1910. – Winslow Homer, američki slikar (* 1836.) - 1941. – Vilmos Aba-Novák, mađarski slikar i grafičar (* 1894.) - 1973. – Wystan Hugh Auden, američki pjesnik engleskog porijekla (* 1907.) - 1996. – Endō Shūsaku, japanski književnik (* 1923.) |

## Blagdani i spomendani
- sveti Mihael, Gabriel i Rafael
- Dan grada Bjelovara
- Dan grada Šibenika
- Dan grada Trilja
- Svjetski dan srca